# ایتیروچو
ایتیروچو (به پرتغالی: Itiruçu) یک منطقهٔ مسکونی در برزیل است که در باهیا واقع شده‌است. ایتیروچو ۱۲٬۵۲۸ نفر جمعیت دارد.